# Klaus Kreppel
Klaus Kreppel (* 1944) ist ein deutscher Historiker.

## Leben
Kreppel studierte Geschichte, Theologie und Sozialwissenschaften in Frankfurt am Main und schloss das Studium mit Staatsexamen und Promotion bei Iring Fetscher ab. Er arbeitete als Geschichtslehrer und initiierte im Rahmen der Städtepartnerschaft zwischen Bielefeld und Nahariya 1988 einen Schüleraustausch und publizierte zur Geschichte der Jeckes, der deutschsprachigen Einwanderer in Israel.
Kreppel war Mitautor zahlreicher Publikationen zu religionssoziologischen und pädagogischen Themen. Seine systematischen Forschungen zum Leben der deutschen Einwanderer in Israel wurden wissenschaftlich von Heiko Haumann und dem Institut für Jüdische Studien der Universität Basel begleitet.

## Auszeichnungen
- 2005 Ehrendiplom der Stadt Nahariya für das Lebenswerk von Klaus Kreppel anlässlich 70 Jahre Nahariya 1935–2005[3]
- 2007 Bundesverdienstkreuz am Bande für seine Verdienste um die Aussöhnung zwischen Deutschen und Israelis[4]
- 2015 Ehrennadel der Stadt Bielefeld für seine Verdienste um die Partnerschaft zwischen Bielefeld und Nahariya[5]

## Schriften
- Entscheidung für den Sozialismus. Die politische Biographie Pastor Wilhelm Hohoffs 1848 – 1923. Mit einem Vorwort von Walter Dirks, Schriftenreihe des Forschungsinstituts der Friedrich-Ebert-Stiftung – Band 114, Verlag Neue Gesellschaft, Bonn 1974, ISBN 3-87831-182-6.
- mit Thomas Jauer: Partizipation im parlamentarischen System. Wer bestimmt in der Politik? Sozialwissenschaftliche Studien Band 4, Schrödel, 1. Auflage Hannover 1994, 2. Auflage 1998, ISBN 3-507-10305-2.
- Wege nach Israel. Gespräche mit deutschsprachigen Einwanderern in Nahariya. Mit einem Vorwort von Eberhard David, Westfalen-Verlag, Bielefeld 1999, ISBN 3-88918-097-3.
- mit Eli Bar-On (Nahariyya) und Andreas Meyer (Kfar Vradim): Nahariyya – das Dorf der „Jeckes“. Die Gründung der Mittelstandssiedlung für deutsche Einwanderer in Eretz Israel 1934/1935. Hrsg.: Das Offene Museum Tefen – Industrie-Park – Museum der Deutschsprachigen Juden – Kulturzentrum, Israel, Tefen 2005, ISBN 965-7301-01-7, hebräisch: Nahariyya – Kfar ha-Yekkim. Yisud ha-Moshewet livne ha-Ma’mad ha-Be’noni mibein Olei Germania b’Eretz Israel 1934-1935. Tefen 2005, ISBN 965-7301-01-7.
- Israels fleißige Jeckes. Zwölf Unternehmerportraits deutschsprachiger Juden aus Nahariya. Mit einem Vorwort von Paul Spiegel, Westfalen-Verlag, Bielefeld 2002, ISBN 3-88918-101-5.
- Nahariyya und die deutsche Einwanderung nach Eretz Israel. Die Geschichte seiner Einwohner von 1935 bis 1941. Unter Mitwirkung von Andreas Meyer (1921–2016) und Michael Dror-Dreyer, Hrsg.: Das Offene Museum Tefen – Industrie-Park – Museum der Deutschsprachigen Juden – Kulturzentrum, Israel, Tefen 2010, ISBN 978-965-7301-26-5, hebräisch: Nahariyya – Moshevet h-Yekkim. Sipur Dor ha-Meyyasdim 1935-1941. Tefen 2011, ISBN 978-965-7301-32-6.
- mit Beate Stollberg-Wolschendorf: Drehbuch zum Dokumentarfilm von André Gülicher (2013): Justus Meyer – der Jahrhundertzeuge.[6]
- Jonas Kreppel – glaubenstreu und vaterländisch. Biographische Skizze über einen österreichisch-jüdischen Schriftsteller. Unter Mitwirkung von Evelyn Adunka und Thomas Soxberger, Mandelbaum-Verlag, Wien 2017, ISBN 978-3-85476-814-2.
- Entdecken Sie die Geschichte der Peter-und-Pauls-Kirche zu Heepen. Bielefeld 2020.[7]
- Josef Kreppel. Tod in Buchenwald. Die Lebensstationen des KZ-Häftlings Nr. 136.518. Grin Verlag. München 2025. ISBN 978-338-9144-24-4. https://www.lesejury.de/klaus-kreppel/ebooks/josef-kreppel-tod-in-buchenwald/9783389144244